# World Forum on the Future of Sport Shooting Activities
Das World Forum on the Future of Sport Shooting Activities (WFSA) ist eine Vereinigung von 35 Jagd-, Schießsport- und Waffensammlerverbänden sowie diverser Gruppen aus Waffenhandel und -industrie. Das WFSA ist eine der wenigen anerkannten Nichtregierungsorganisationen, die bei allen fünf UNO-Konferenzen zum Thema Kleinwaffen eingeladen wurden, um Vorträge zu halten.

## Zielsetzung
Das Hauptziel ist nach eigener Darstellung die Unterstützung von wissenschaftlichen Studien, die Erhaltung, Förderung und der Schutz der Schießsport-Aktivitäten auf allen Kontinenten.

## Profil
Vier Unterausschüsse (Sub-Committees) nehmen die Arbeit des WFSA wahr:
Legislative Sub-Committee
Dieses Komitee war bei allen fünf UN-Kleinwaffenkonferenzen (United Nations Conference on the Illicit Trade in Small Arms and Light Weapons in all its Aspects) mit Redebeiträgen beteiligt. Es erarbeitet Lösungsansätze für die Kennzeichnung und Identifizierung von Schusswaffen, um den illegalen Waffenhandel zu verhindern. Es versucht eine internationale Definition von Schusswaffen und Antikwaffen zu finden, um den legalen vom illegalen Waffenbesitz zu trennen.
Image Sub-Committee
Dieses Komitee soll den positiven Aspekt des Schießens vermitteln und publizieren. Aus diesem Grund wird jährlich ein Botschafter gewählt, der dies repräsentiert. Zu den Botschaftern zählen u. a. Chiara Cainero, Superindent Colin Greenwood, Wilbur Smith, Sir Jackie Stewart, Garry Breitkreuz (Member of Parliament CA) und Ugo Gussali Beretta.
Environment Sub-Committee
Dieses Komitee beschäftigt sich mit dem Umweltschutz, der Erhaltung der Biodiversität, der Erforschung der Folgen des Schießens mit Bleimunition im Revier und auf den Schießständen und überwacht völkerrechtliche Verträge, die Jagd- und Schießsport und die biologische Vielfalt beeinträchtigen können.
Statistics Sub-Committee
Dieses Komitee stellt Informationen zusammen, die laut eigenen Angaben „statistische Mythen und pseudo-statistische Fakten“ enthalten, die sich gegen Jäger und Schützen wenden. Zudem werden Daten gesucht, die die tatsächliche Anzahl von Jägern und Schützen ergeben sollen, sowie Statistiken, die den ökonomischen Vorteil von Jägern und Schützen beweisen sollen.

## Vereinsgeschichte
Hersteller von Jagd- und Sportwaffen, Waffenrechtsorganisationen, Händler, Schützen- und Jagdverbände treffen sich jährlich auf der Internationalen Waffen-Ausstellung (IWA) in Nürnberg. 1996 initiierten sie die Gründung des Schirmverbands WFSA.
Seit 2002 gilt das WFSA als NGO mit Beraterstatus beim Economic and Social Council of the United Nations (ECOSOC). Seit 2001 wurde das WFSA, ebenso wie die NGO International Action Network on Small Arms (IANSA), mit Redebeiträgen zu allen UN-Kleinwaffen-Konferenzen eingeladen und beteiligt sich an den nationalen und internationalen Vorbereitungen (PrepCom) zur nächsten Konferenz.
Das WFSA bemüht sich um eine Ausgliederung privater Handfeuerwaffen aus der Definition Small Arms and Light Weapons (SALW).
Das WFSA ist mit 100 Millionen Mitgliedern in den angeschlossenen Organisationen zur internationalen Waffenlobby für den privaten Waffenbesitz geworden.

## Mitglieder
- Asociacion Armera (Spanien)
- AECAC – The European Association of civil commerce of weapons
- AFEMS – Association of European Manufacturers of Sporting Ammunition – stimmberechtigtes Gründungsmitglied
- AMACS – Association of Maltese Arms Collectors Shooters (Malta)
- ANPAM – Associazione Nazionale Produttori Armi e Munizioni (Italien) – Gründungsmitglied und europäisches Sekretariat[20]
- BDMP e V. – Bund der Militär- und Polizeischützen e.V. (Deutschland) – stimmberechtigtes Gründungsmitglied
- BDS – Bund Deutscher Sportschützen 1975 e.V. – Vollmitglied
- BSSC – British Shooting Sports Council (Großbritannien) – stimmberechtigtes Gründungsmitglied[21]
- BVS – Bundesverband Schießstätten e.V. (Deutschland)
- BZL – Bundesverband zivile Legalwaffen (Deutschland), (bis März 2024 Forum Waffenrecht (FWR)) – stimmberechtigtes Gründungsmitglied
- CAB – Consorzio Armaioli Bresciani
- CILA – Canadian Institute for Legislative Action (Kanada)
- COLFO – Council of Licensed Firearm Owners (Neuseeland)[22]
- CONSERVATION FORCE
- DAAS – The Danish Arms and Amour Society  (Dänemark)
- DSB – Deutscher Schützenbund (Deutschland)
- DSSA – Danish Sport Shooters Association (Dänemark)
- ESC – European Shooting Confederation
- ESFAM
- FACE – Federation of Associations for Hunting & Conservation of the EU – Gründungsmitglied[23]
- FAIR TRADE GROUP – Firearms Importers Roundtable Trade Group
- FESAC – Foundation of European Societies of Arms Collectors
- Finnish Arms Trade Association (Finnland)
- FITAV – Federazione Italiana Tiro a Volo (Italien)
- FITDS – Federazione Italiana Tiro Dinamico Sportivo (Italien)
- FPTAC – Federaçào Portuguesa de Tiro com Armasde Caça (Portugal)
- FSSF – Finnish Shooting Sport Federation (Finnland)
- IEACS – Institut Européen des Armes de Chasse et de Sport (Frankreich)
- JSM – Verband der Hersteller von Jagd Sportwaffen und Munition (Deutschland)
- NFA – Canada’s National Firearms Association (Kanada)[24]
- NMLRA – National Muzzle Loading Rifle Association (USA und Kanada)
- NRA – National Rifle Association of America – Institute for Legislative Action (USA) – stimmberechtigtes Gründungsmitglied[25]
- NRAN – National Rifle Association of Norway
- NSSF – National Shooting Sports Foundation[26]
- pro TELL (Schweiz)
- SAAMA (Japan)
- SAAMI – Sporting Arms and Ammunition Manufacturers’ Institute (USA) – stimmberechtigtes Gründungsmitglied
- SAF – Second Amendment Foundation (USA) – Mitglied seit 2006[27]
- SAGA – South African Gunowners' Association (Südafrika) – stimmberechtigtes Gründungsmitglied[28]
- SCI – Safari Club International
- SSAA – Sporting Shooters' Association of Australia Inc. (Australien) – stimmberechtigtes Gründungsmitglied[29]
- SVENSKT FORUM
- VSK – Vlaamse Schutterskonfederatie
- VAPENUNIE / UNION ARMES[30]
- WA1500 – World Association 1500